# Cantón Ventanas
Cantón Ventanas är en kanton i Ecuador.   Den ligger i provinsen Los Ríos, i den centrala delen av landet, 170 km sydväst om huvudstaden Quito. Antalet invånare är 71 093. Arean är 533 kvadratkilometer.
Terrängen i Cantón Ventanas är varierad.